# Localizare lingvistică
Localizarea lingvistică este un proces de adaptare pentru o regiune sau într-o limbă diferită fața de cea originală a unui produs (provine din latinescul locus - loc). Este a doua fază dintr-un proces mai larg de traducere și adaptare culturală (pentru țări, regiuni și grupuri specifice) care ține cont de diferențele din piețele diferite, un proces care mai este numit și „internaționalizare”.
Localizarea lingvistică este diferită de traducere pentru că implică un studiu al culturii țintă pentru o adaptare corectă a produsului la cerințele locale. Sinonime pentru localizare lingvistică mai sunt numeronimele „L10N” și „i18n” pentru „internaționalizare”.
Procesul de localizare lingvistică se referă în mod particular la adaptarea culturală și traducerea de softuri, jocuri video și saituri, precum și conținut audio sau video sau multimedia și se referă mai puțin la traducerile unor opere literare sau alte texte. Localizarea lingvistică poate fi specifică regiunilor sau chiar țărilor care vorbesc aceeași limbă: de ex. deși în Spania sau America Latină se vorbește spaniola, dialectele locale diferite și expresiile idiomatice diferite necesită localizări diferite pentru fiecare țară în parte.